# Kochanovce (powiat Bardejów)
Kochanovce – wieś (obec) na Słowacji położona w kraju preszowskim, w okręgu bardiowskim. Pierwsze wzmianki o miejscowości pochodzą z roku 1377.
Według danych z 31 grudnia 2016 wieś zamieszkiwały 253 osoby, w tym 123 kobiety i 130 mężczyzn.